# Arnarstapi
Arnarstapi of Stapi is een voormalig vissersplaatsje op IJsland aan de zuidkust van het Snæfellsnes schiereiland in de regio Vesturland en maakt deel uit van de gemeente Snæfellsbær. Arnarstapi ligt aan de voet van de berg Stapafell (526 meter) en heeft een zeer klein haventje. Rond Arnarstapi zijn veel kloven en spleten aan de kust te vinden, evenals bizarre basaltformaties. De bekendste daarvan is Gatklettur, een rots van basalt met een groot gat erin zodat het een boog geworden is. Er nestelen vele zeevogels op de rotspartijen en op de grasvlakten aan de kust. Een klein eind van de zee staat een standbeeld van Bárður Snæfellsás, een trolachtig figuur uit de IJslandse saga's die voor het eerst de nabijgelegen gletsjer Snæfellsjökull beklommen zou hebben. Tot op heden zou hij bij de gletsjer wonen en hem beschermen. Een eindje naar het westen ligt het meertje Bárðarlaug, de vermeende badtobbe van Bárður.

## Afbeeldingen

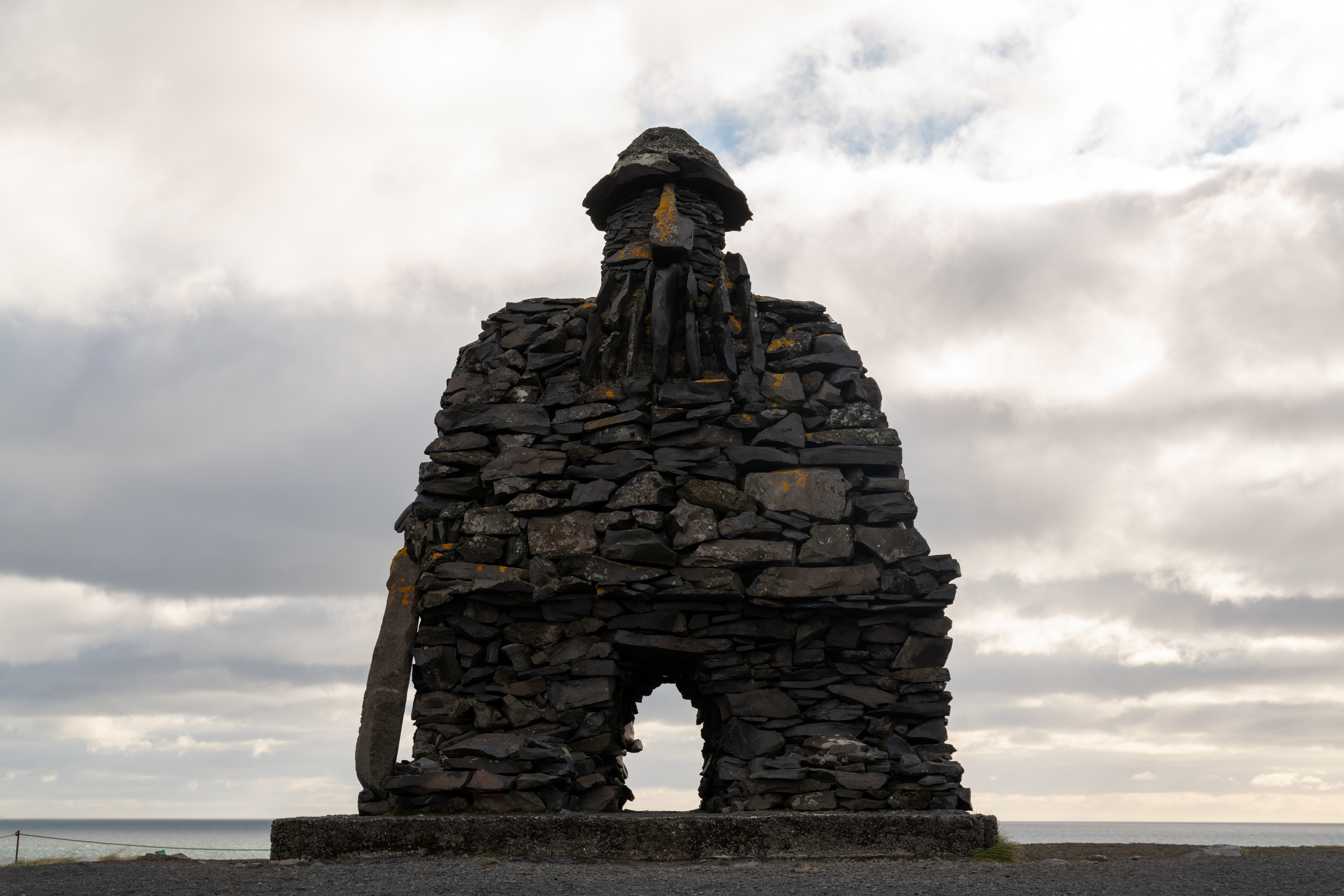
Bárður Snæfellsás
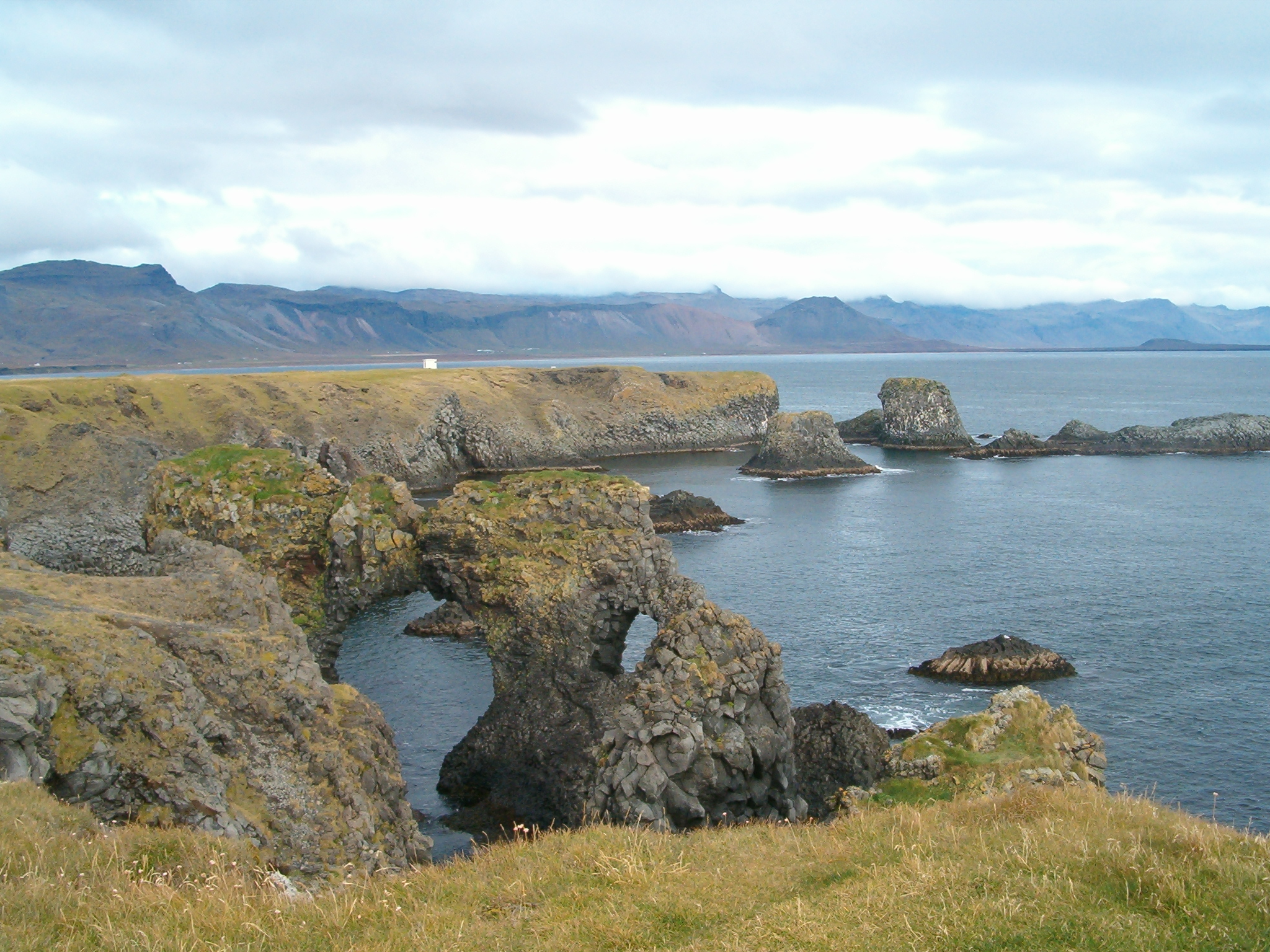
Gatklettur bij Arnarstapi